# Байбек (село)
Байбек — село в Красноярском районе Астраханской области, административный центр Байбекского сельсовета. Население 1911 человек (по переписи 2011 года), преимущественно казахи, также ногайцы-карагаши.

## История
На песчаных массивах в 11 км к северу от посёлка Байбек, расположенного на реке Кигач, находится раненеолитическая стоянка Байбек.
Местом, где находится сейчас село Байбек, раньше владел зажиточный ногаец по имени Баубек. Он занимался торговлей, был очень богат. Разводил скот, имел несколько рыболовных ватаг. В уездном городе Красный Яр, да и в городе Астрахани его хорошо знали. Он очень любил хорошо одеваться, был гуманен в обращении с прислугой. Именно с его именем связывают происхождение название села Байбек, старики так и говорили об этом месте как: «Баубек джер» («место Баубека»).
Село основано в 1916 году.

## География
Село расположено на правом берегу рукава реки Волги — реки Кигач, на острове, в 3 км от границы с Казахстаном.
Абсолютная высота — 23 метра ниже уровня моря.
Уличная сеть
ул. Абая, ул. Академика Курчатова, ул. Гагарина, ул. Д. Нурпеисовой, ул. Западная, ул. Зелёная, ул. И. Алтынсарина, ул. К. Сагырбаева, ул. Мира, ул. Молодежная, ул. Набережная, ул. Победы, ул. Советская, ул. Степная, ул. Цветущая, ул. Ш. Валиханова, ул. Юбилейная.
Климат
Резко континентальный.

## Население
| 2002 | 2010  |
| ---- | ----- |
| 1645 | ↗1911 |

Национальный и гендерный состав
По данным Всероссийской переписи, в 2010 году численность населения села составляла 1911 человек (934 мужчины и 977 женщин).
| Национальность | Численность (2002) | Процент |
| -------------- | ------------------ | ------- |
| Казахи         | 1594               | 94,1%   |
| Татары         | 37                 | 2,18%   |
| Русские        | 9                  | 0,53%   |
| Ногайцы        | 5                  | 0,3%    |
| Туркмены       | 4                  | 0,24%   |
| Всего          | 1649               | 100%    |

| Национальность | Численность (2010) | Процент |
| -------------- | ------------------ | ------- |
| Казахи         | 1820               | 95,4%   |
| Ногайцы        | 29                 | 1,5%    |
| Татары         | 25                 | 1,3%    |
| Русские        | 13                 | 0,7%    |
| Узбеки         | 3                  | 0,2%    |
| Не указана     | 18                 | 0,9     |
| Всего          | 1908               | 100%    |

## Инфраструктура
Отделение почтовой связи села Байбек (Советская ул, 8А).
МБОУ Байбекская средняя общеобразовательная школа имени Абая Кунанбаева.
Байбекский стадион.

## Транспорт
Понтонный мост соединяет село Байбек с селом Малый Арал.
Остановка общественного транспорта «Байбек».